# Зозульки плямисті
Зозульки плямисті, пальчатокорі́нник плями́стий (Dactylorhiza maculata, народна назва — прошибень) — багаторічна і трав'яниста рослина з 2—4-лопатевими бульбами. Належить до родини Зозулинцеві (Orchidaceae).
Занесена до Червоної книги України (1996) зі статусом «вразливий».
Зростає у лісах, на узліссях, серед чагарників, на мохових болотах, вологих луках, лісових галявинах і схилах.
Використовується у народній медицині; добрий медонос.